# Reazione organica
Una reazione organica è il risultato della trasformazione di uno o più composti organici in altri con caratteristiche chimico-fisiche differenti. Le reazioni organiche sono impiegate per ottenere composti sintetici, artificiali, trasformare composti economici e largamente disponibili in altri a maggior valor aggiunto, identificare un composto per reazione con reagenti specifici (saggi e test chimici) o trasformare dei composti in altri meno pericolosi.
Le reazioni organiche più anticamente conosciute sono la combustione e la saponificazione. Attualmente delle reazioni organiche se ne conoscono qualche migliaio ed aumentano ogni anno con la scoperta di nuove possibili interazioni fra i composti, nonché prodotti di reazione ottenuti da reagenti e catalizzatori sempre più complessi.  Comunemente ad ogni reazione organica veniva dato il nome dello scopritore o del prodotto ottenuto. Con l'aumentare delle reazioni e soprattutto con la necessità di indagare il meccanismo di reazione, si è reso indispensabile organizzarle e classificarle. Per la classificazione si possono adottare differenti metodi, ma il rimando ad un nome proprio della reazione, spesso riferita ai suoi primi scopritori, rimane una pratica molto diffusa e comunemente accettata.

## Elenco delle reazioni che possiedono un nome proprio
Il termine reazione e sintesi sono spesso usati con lo stesso significato.
Per un elenco vedere la lista nel progetto "Lista di reazioni organiche".

## Classificazione in base al meccanismo di reazione
- Reazione di addizione (indicata con A). Reazioni plurireagente con formazione di nuovi legami, si suddividono a loro volta in
  - Addizione elettrofila (AE)
  - Addizione nucleofila (AN)
  - Addizione radicalica  (AR)
  - Reazione periciclica o di cicloaddizione
- Reazione di eliminazione (indicata con E)
- Reazione di sostituzione (indicata con S). Reazioni bi-reagente con scambio di legami, si suddividono in
  - Sostituzione elettrofila (SE)
  - Sostituzione elettrofila aromatica (SEA)
  - Sostituzione nucleofila (SN)
  - Sostituzione nucleofila aromatica (SNA)
  - Sostituzione radicalica (SR)
- Reazione di trasposizione o riarrangiamento (indicata con T). Reazioni mono-reagente con modifica interna alla molecola di ordine di legami. Si dividono in
  - Riarrangiamenti 1,2
  - Reazioni pericicliche
  - Metatesi
- Reazione di condensazione (indicata con C)
- Reazione di ossido-riduzione (indicata con RedOx)

## Classificazione secondo il numero di molecole che determinano la velocità della reazione
Si dividono in reazioni mono-molecolari, bi-molecolari, tri-molecolari...a molecolarità superiore.

## Classificazione secondo la natura del riassestamento dei legami
- radicaliche (R)
- ioniche polari, ulteriormente suddivise in
  - nucleofile
  - elettrofile

## Classificazione in base al gruppo funzionale reagente o al gruppo funzionale da ottenere
- acidi carbossilici
- aciloine
- aldeidi
- alcani
- alcheni
- alchini
- alcoli
- alogenuri acilici
- alogenuri alchilici
- alogenuri arilici
- amidi
- ammine
- areni
- azidi
- aziridine
- chetoni
- cianidrine
- cicloalcani
- cicloalcheni
- decarbossilazione
- diazo
- dioli
- enammine
- enoli
- epossidi
- esteri
- eteri
- fenoli
- immine
- isocianati
- isotiocianati
- lattami
- nitrili
- nitro
- nitrosammine
- nitroso
- ossime
- tiocianati

## Classificazione in base al tipo di reagente impiegato
Questo approccio è spesso adottato qualora si utilizzi un reagente altamente selettivo, o specifico, come ad esempio nel caso degli ossidanti inorganici come il tetrossido di osmio, o nel caso di riducenti come il litio alluminio idruro.